# Pandora (rod)

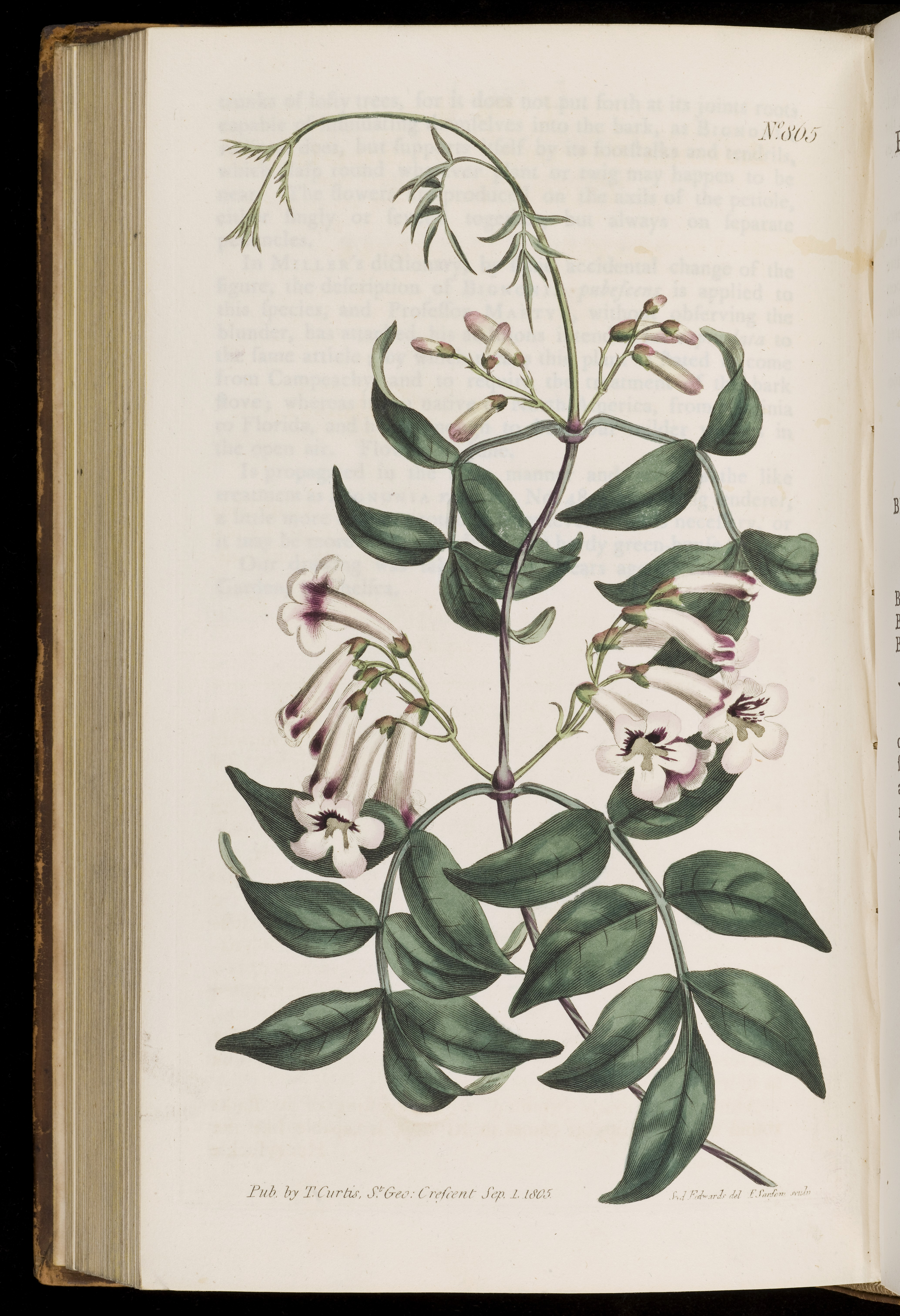
Pandorea pandorana na staré ilustraci

Pandora (Pandorea) je rod dřevin z čeledi trubačovité (Bignoniaceae). Jsou to liány bez úponků nebo řidčeji keře se zpeřenými listy a často s nápadnými květy. Rod zahrnuje 9 druhů a je rozšířen v tropické jihovýchodní Asii, Oceánii a australské oblasti. Velkokvětý druh Pandorea jasminoides je v tropech a subtropech pěstován jako okrasná liána.

## Popis
Pandory jsou dřevnaté liány bez úponků nebo řidčeji keře. Listy jsou lichozpeřené, s přisedlými lístky. Květenství je vrcholové nebo postranní, thyrsus nebo hrozen. Květy jsou stopkaté. Kalich je zvonkovitý nebo miskovitý, mělce laločnatý, drobný. Koruna je trubkovitá až nálevkovitá, zakončená 5 laloky. Korunní trubka je často lehce prohnutá a v ústí a na vnitřní břišní straně dlouze chlupatá. Tyčinky jsou 4, ve 2 různě dlouhých párech a většinou nevyčnívající z květu. Semeník je podlouhlý, s mnoha vajíčky. Plodem je zobanitá pouzdrosečná tobolka a pukající 2 chlopněmi obsahující mnoho semen. Semena jsou okrouhlá, plochá, s tenkým průsvitným křídlatým lemem.

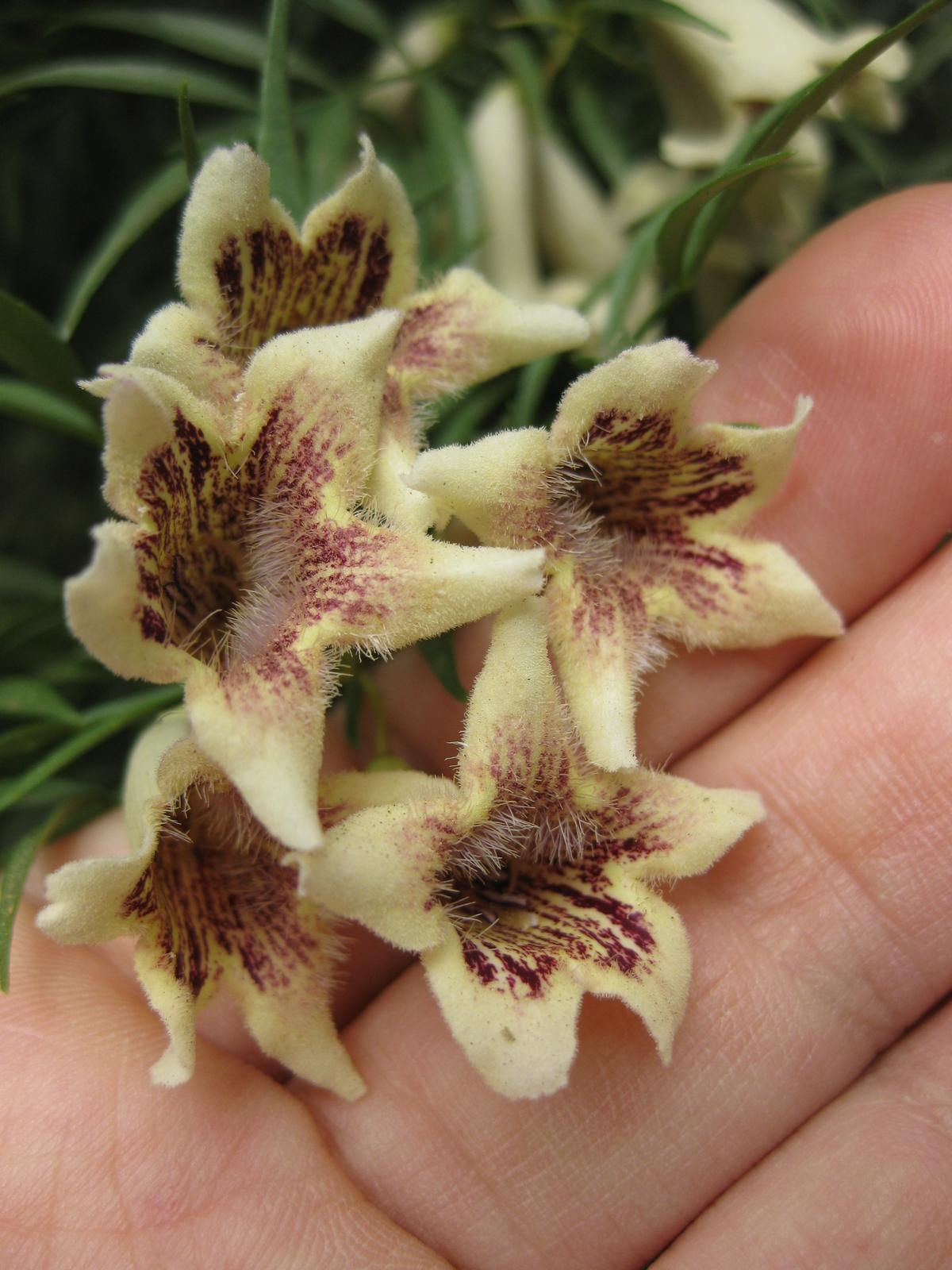
Květy Pandorea doratoxylon
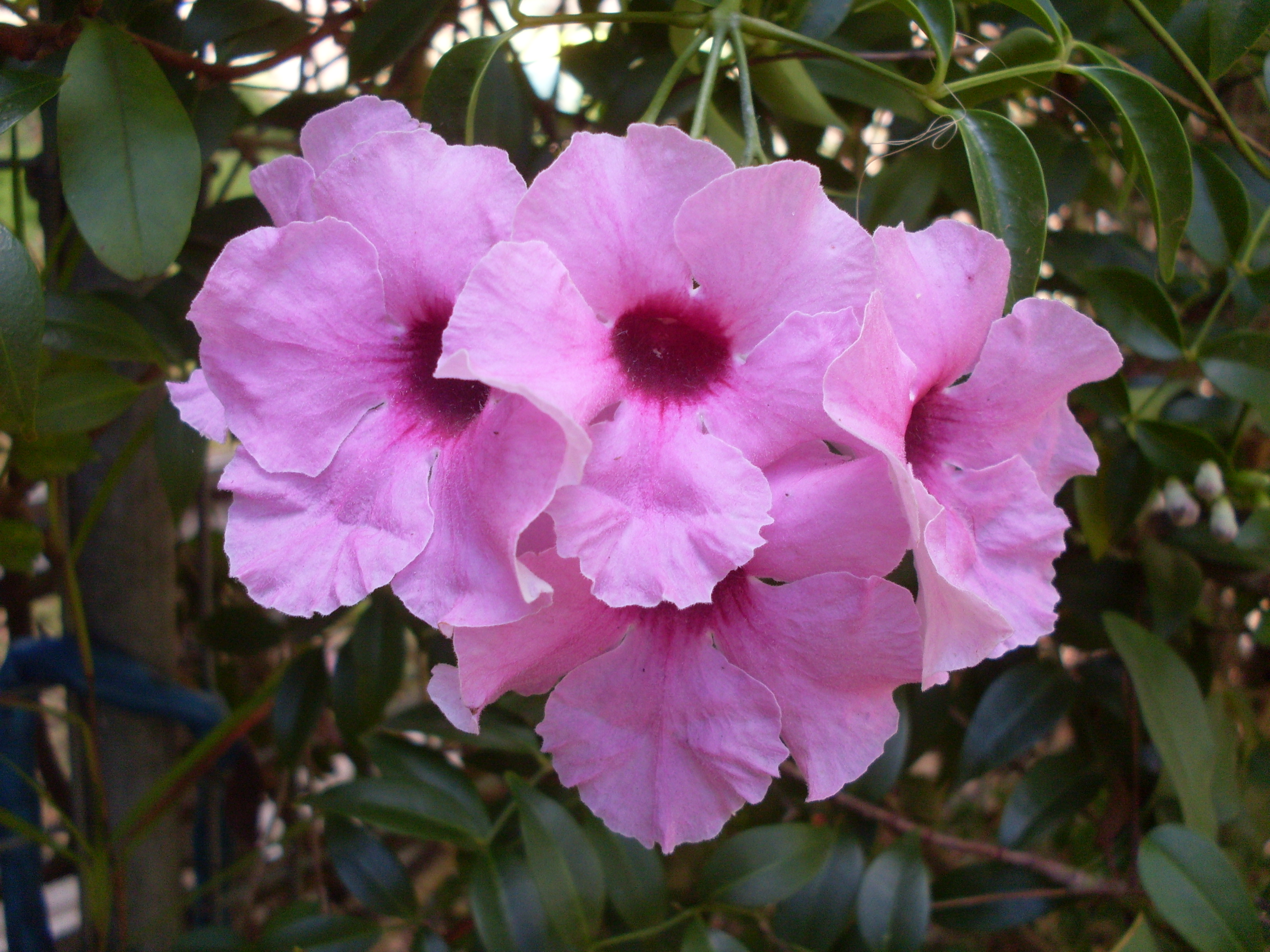
Květy Pandorea jasminoides
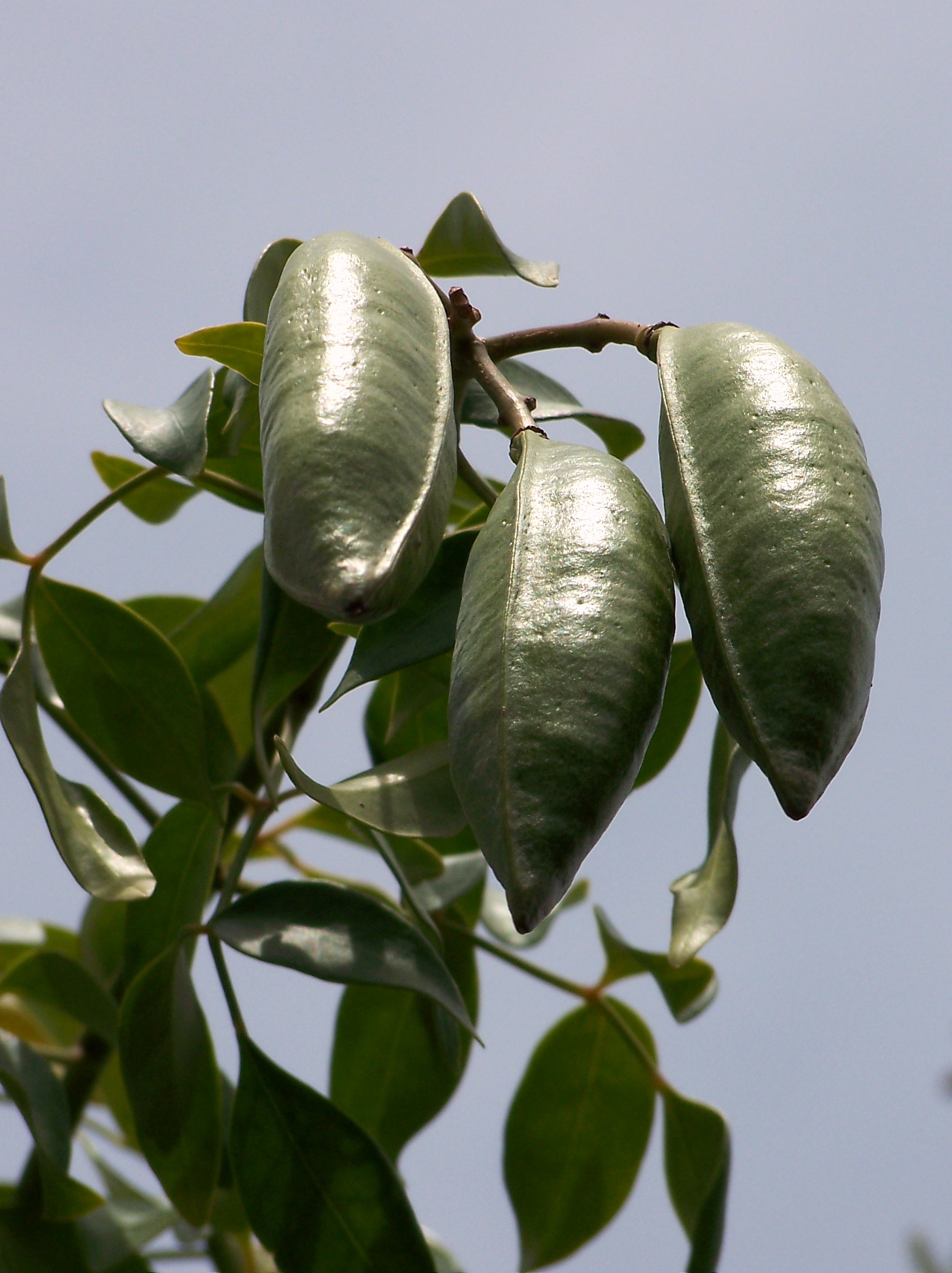
Plody Pandorea jasminoides

## Rozšíření
Rod pandora zahrnuje 9 druhů. Vyskytuje se v tropické Asii a Austrálii. Areál přirozeného rozšíření sahá od východních oblastí jihovýchodní Asie (Malé Sundy) po Tasmánii, Novou Kaledonii a ostrovy Oceánie. Největší areál rozšíření, překrývající se víceméně s rozšířením rodu, má druh Pandorea pandorana. Centrum druhové diverzity je ve východní Austrálii, kde roste celkem 7 druhů. Druhy P. pandorana a P. doratoxylon se vyskytují i v australském vnitrozemí včetně střední části kontinentu a izolovaných lokalit v severozápadní části. Na Papui Nové Guineji rostou 3 druhy, z toho 2 endemické.

## Význam
Druh Pandorea jasminoides je pěstován v tropech a subtropech v různých kultivarech jako neinvazivní, nápadně kvetoucí okrasná liána. Zóna odolnosti je udávána 9 až 11.
Tento druh je pěstován i v některých českých botanických zahradách. Pandory jsou někdy zaměňovány s podobným, africkým rodem podranka (Podranea).

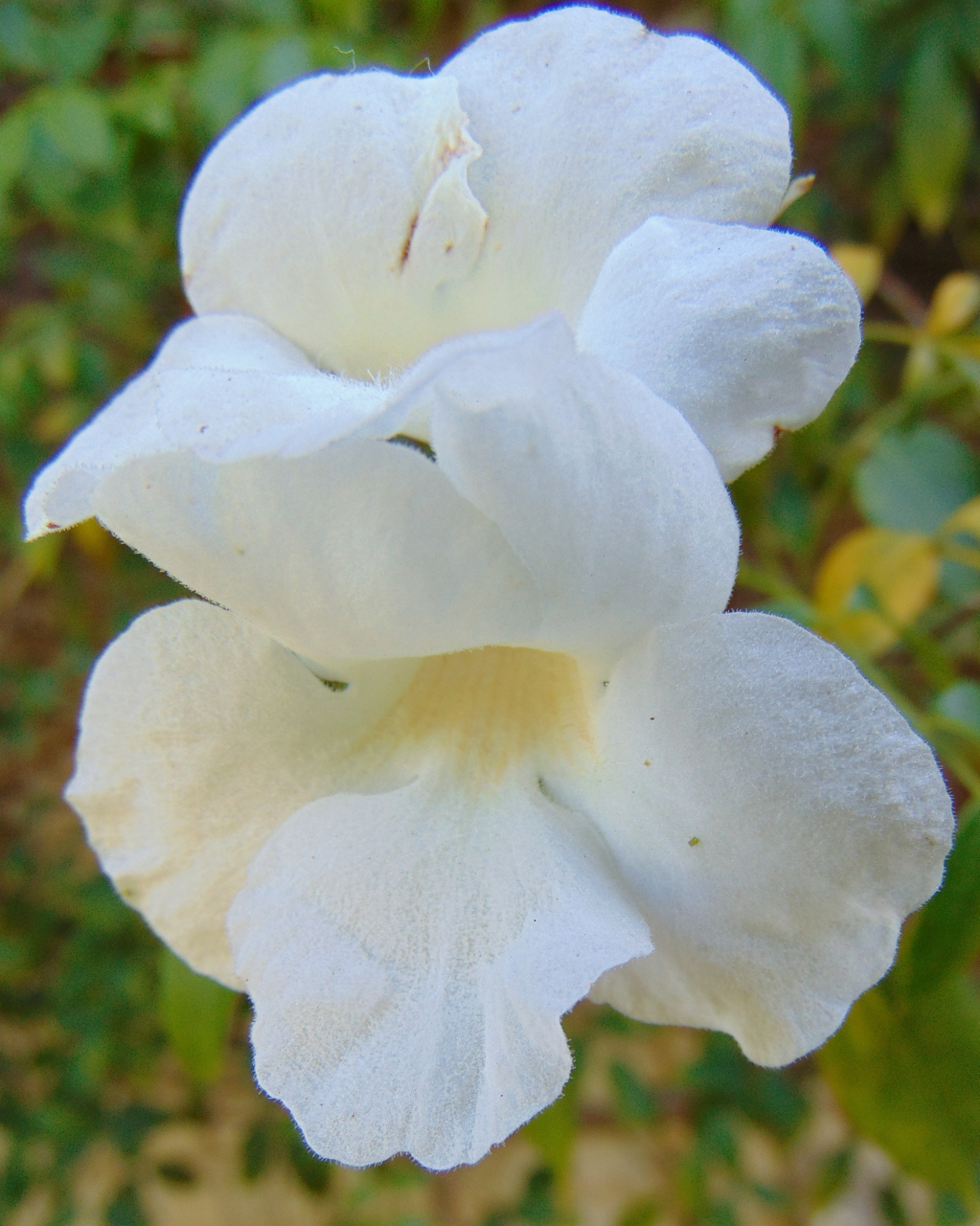
Bělokvětý kultivar Pandorea jasminoides 'Lady Di'
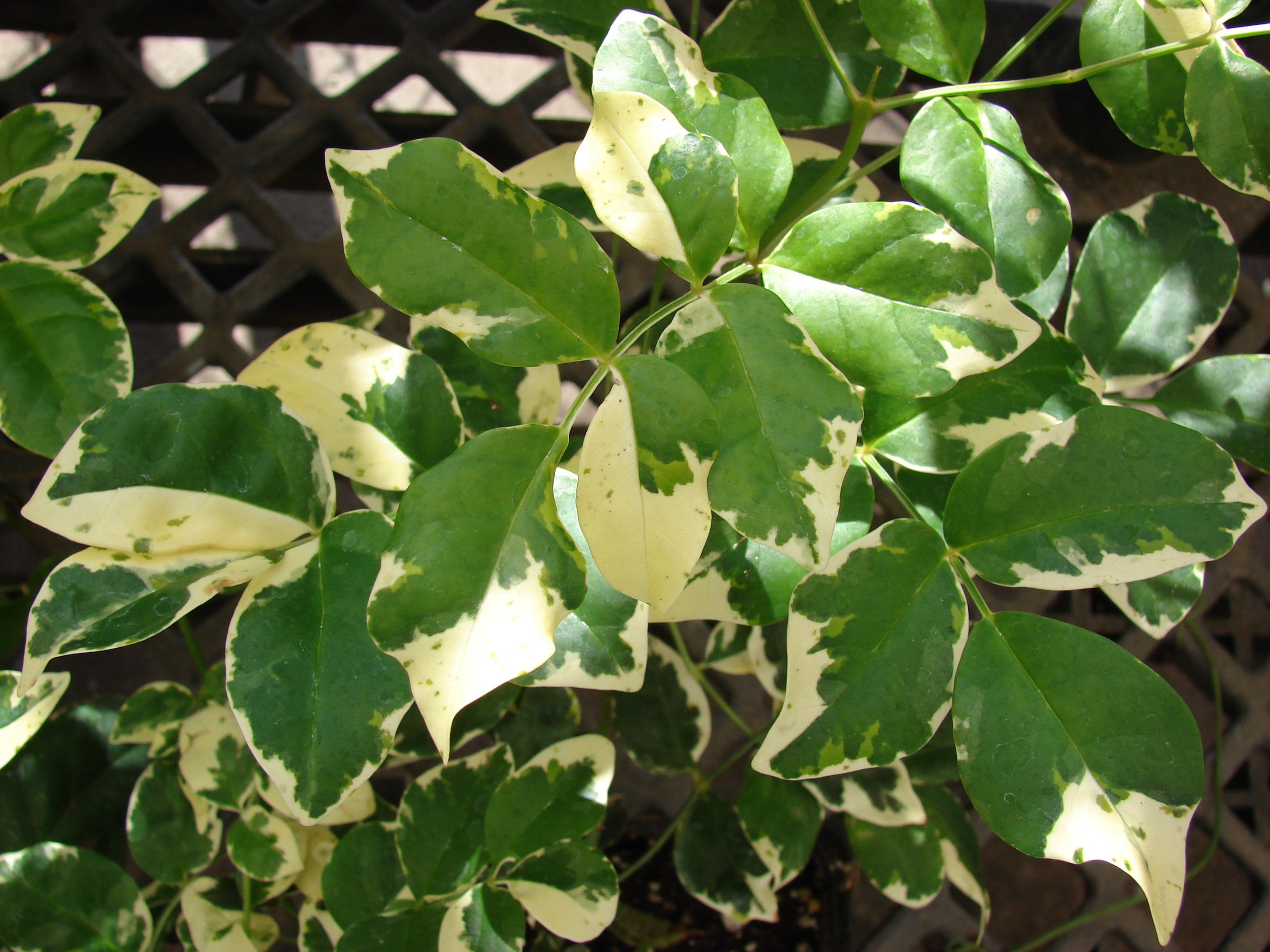
Kultivar Pandorea jasminoides s panašovanými listy